# Старое Роматово
Старое Роматово (бел. Старо́е Рамато́ва) — деревня в Малоритском районе Брестской области Беларуси. Входит в состав Великоритского сельсовета.

## География
Между Старое Роматово и Новое Роматово расположен железнодорожный остановочный пункт Роматово.
Ближайшие населённые пункты Дубично, Новое Роматово и др.

## История
В 1905 году в Великорытской волости Брестского уезда Гродненской губернии.

## Население

### Численность
- 2019 год — 21 жителей

### Динамика
- 1999 год — 83 жителей (перепись населения)
- 2009 год — 50 жителей (перепись населения)[2]
- 2019 год — 21 жителей (перепись населения)

## Достопримечательность
- Пажежинский царь-дуб — ботанический памятник природы республиканского значения, в 3 км на восток от деревни[3]. Образован в 1963 году.

## Галерея
- Пажежинский царь-дуб
- Пажежинский царь-дуб
- Пажежинский царь-дуб
- Пажежинский царь-дуб
- Пажежинский царь-дуб
- Пажежинский царь-дуб
- Пажежинский царь-дуб
- Жд остановочный пункт Роматово
- Панорама